# Jevnica (przystanek kolejowy)
Jevnica – przystanek kolejowy w miejscowości Jevnica, w regionie Dolna Kraina, w Słowenii.
Przystanek jest zarządzany przez SŽ-Infrastruktura.

## Linie kolejowe
- Dobova – Lublana